# Taibet
Taibet (în arabă الطيبات) este o comună din provincia Ouargla, Algeria.
Populația comunei este de 20.174 de locuitori (2008).